# Pyramide de 11
 (février 2013).
Si vous disposez d'ouvrages ou d'articles de référence ou si vous connaissez des sites web de qualité traitant du thème abordé ici, merci de compléter l'article en donnant les références utiles à sa vérifiabilité et en les liant à la section « Notes et références ».
La Pyramide de 11 est une variante du triangle de Pascal. Elle permet de calculer exactement les puissances de 11 ou {\displaystyle A\times 11^{n}}. La différence avec le triangle de Pascal est qu'on a l'apparition de retenues comme pour l'addition.

## Règles
La pyramide de 11 permet de calculer par additions successives, sans multiplication, le produit d'un nombre naturel par une puissance de 11.
Elle s'obtient en additionnant par paires successivement de droite à gauche, par saut de un chiffre, les chiffres successifs qui composent le nombre entier naturel (qu’on souhaite multiplier par une puissance de 11) : la première ligne est celle du nombre en question, la ligne suivante le nombre obtenu par ce calcul par paires, et ainsi de suite pour les lignes suivantes.
La première ligne correspond en fait au nombre multipliant 11 puissance 0, la deuxième au nombre multipliant 11 puissance 1, et ainsi de suite, la (n+1)ième ligne étant le résultat du nombre de départ multipliant 11 puissance n.
Prenons par exemple le nombre 2156478 comme multiplicateur d'une puissance de 11, et calculons le nombre qui apparaîtra sur la ligne suivante, qui sera le résultat du produit de ce nombre par 11.
Pour appliquer la règle, on prend comme nombre de départ « 02156478,0 », par rajout d'un zéro "virtuel" de chaque côté du nombre.
Les additions par paires successives de gauche à droite seront les suivantes : "8+0" (car le nombre 2156478 = 2156478,0), "7+8", "4+7", "6+4", "6+5", "5+1", "2+1" et "0+2" (pour terminer le nombre obtenu car 2156478 = 02156478).
Si le résultat de ces additions est supérieur ou égal à 10 alors on prend le dernier chiffre composant le résultat et on retient 1 qui sera rajouté à la paire suivante à gauche.
Les résultats possibles de toutes ces additions appartiennent à cet intervalle :
Un résultat nul est en effet possible, si le nombre comporte plusieurs 0 consécutifs, par exemple 2006.
Reprenons l'exemple du début, le résultat de 2156478 par la multiplication de 11 (en fait 11 exposant 1) est :
Détaillons plutôt le calcul :
- 8+0=8, on pose le 8 en premier
- 8+7=15, on pose le 5 avant le 8 et on retient 1 pour l'addition suivante
- 7+4+1=12, on pose le 2 avant le 5 et on retient 1 pour l'addition suivante
- 6+4+1=11, on pose le 1 avant le 2 et on retient 1 pour l'addition suivante
- 6+5+1=12, on pose le 2 avant le 1 et on retient 1 pour l'addition suivante
- 5+1+1=7, on pose le 7 avant 2
- 2+1=3, on pose le 3 avant le 7
- 2+0=2, on pose le 2 avant le 3.

Ceci est la dernière opération car on est arrivé au premier chiffre qui compose le nombre à calculer. On effectue la même opération sur ce chiffre 23721258 obtenu pour calculer {\displaystyle 2156478\times 11^{2}}.
La puissance "n" ({\displaystyle n\in \mathbb {N} }) est déterminée par le nombre de lignes effectué après la première ligne qui correspond au nombre multiplicateur de la puissance n de 11. Pour obtenir, par exemple, {\displaystyle 31\times 11^{10}}, on prend le nombre 31 et on calcule les 10 lignes suivantes en appliquant la règle à chaque ligne.
Soit A le nombre de la première ligne, n un nombre entier, p le deuxième chiffre (en partant vers la droite) de la première ligne écrite et q la deuxième chiffre (en partant vers la droite) de la dernière ligne.
 Cette formule ne fonctionne pas quand le nombre de lignes dépasse 10.

## Démonstration
On peut essayer avec n'importe quel chiffre, la technique de la pyramide de 11 fonctionne tout le temps. Comment alors peut-on démontrer qu'une telle méthode peut marcher ?
Essayons de calculer cette opération : {\displaystyle 118221\times 11=?}
Posons la multiplication comme suivant :
```
 118221
x    11
-------
=118221
1182210
-------
1300431
```

On remarque que multiplier par 11 un nombre c'est de faire la somme entre deux de ces chiffres voisins. Il est donc plus facile sans poser la multiplication de passer directement à la méthode de la pyramide de 11

## Exemples
Avec 1 comme nombre de départ
Ici : {\displaystyle 11^{7}=19487171}
En reprenant l'exemple cité dans la règle de calcul utilisée dans la pyramide, calculons {\displaystyle 31\times 11^{9}}
Donc : {\displaystyle 31\times 11^{9}=73096378421}

## Réciproque
La réciproque de la Pyramide de 11 est plus intéressante mais est beaucoup plus dure à appliquer.

### Exemples

#### Cas d'un nombre divisible par 11
Montrer que 1816474 est un multiple de 11
On envisage de poser 1816474 et on recherche les soustractions possibles à ce nombre.
La première soustraction (en partant de la droite) est évidente car c'est 4-0=4.
Pour 7, il fallait au préalable que le deuxième chiffre du précédent nombre soit un 3 car 7-4=3
On ne peut pas avoir 14 car ce nombre est composé de 2 chiffres
Ensuite, par déduction, le troisième chiffre du précédent nombre est 1 car 4-3=1
Ainsi de suite :
- 6-1=5
- 11-5=6 (on ne peut pas faire 1-5 car sinon le résultat appartiendrait à {\displaystyle \mathbb {Z} })
- 8-6-1=2-1=1

On obtient donc
On peut en déduire que : {\displaystyle 1816474=165134\times 11}

#### Cas d’un nombre non divisible par 11
Montrer que 18225 n’est pas divisible par 11
Pour montrer que 18225 n’est pas divisible par 11, il faut montrer que la réciproque de la pyramide de 11 ne marche pas. C’est-à-dire qu’une addition du résultat de la réciproque ne fonctionne pas pour donner le dernier chiffre.
Premièrement, pour avoir le premier chiffre du résultat de la réciproque, il faut tout simplement faire 5-0=5. Ensuite, le deuxième chiffre s’obtient en faisant 12-5 (et non 2-5 car le résultat est un chiffre négatif). On obtient 7 et on retient 1.
Les soustractions suivantes sont :
- {\displaystyle 12-1-7=4}
- {\displaystyle 8-1-4=3}

Le résultat de la réciproque serait 3475 mais {\displaystyle 3+0\neq 1} donc la réciproque ne fonctionne pas et donc on peut en déduire que 18225 n’est pas divisible par 11.

### Organisation par un tableau
C'est une autre méthode pour trouver les chiffres qui composent le résultat de la réciproque.
Par exemple, prenons le nombre 37250615421. On veut savoir s'il est divisible par 11.
On appelle {\displaystyle R_{n}} les chiffres qui composent le premier nombre et {\displaystyle T_{n}} le résultat de la réciproque.
On organise le résultat de la réciproque par un tableau regroupant les opérations à faire :
|    | {\displaystyle R} | {\displaystyle T_{1}} | Ret. | {\displaystyle T_{2}} |
| -- | ----------------- | --------------------- | ---- | --------------------- |
| 1  | 1                 | 0                     | 0    | 1                     |
| 2  | 2                 | 1                     | 0    | 1                     |
| 3  | 4                 | 1                     | 0    | 3                     |
| 4  | 5                 | 3                     | 0    | 2                     |
| 5  | 11                | 2                     | 0    | 9                     |
| 6  | 16                | 9                     | 1    | 6                     |
| 7  | 10                | 6                     | 1    | 3                     |
| 8  | 5                 | 3                     | 1    | 1                     |
| 9  | 2                 | 1                     | 0    | 1                     |
| 10 | 7                 | 1                     | 0    | 6                     |
| 11 | 6                 | 0                     | 0    | 6                     |

Comme {\displaystyle 6+0\neq 3}, le nombre n’est pas divisible par 11

#### Explication du fonctionnement du tableau et des retenues
Tout d'abord, on compte le nombre de chiffres qu'il y a dans le nombre où on cherche la divisibilité par 11. Il y aura autant de lignes dans le tableau que de chiffres. Dans la ligne d'en tête, on retrouve quatre colonnes : R (le chiffre du nombre de la première ligne), {\displaystyle T_{1}}, le premier chiffre en partant de la droite ; Ret. où on met les retenues et {\displaystyle T_{2}}, le deuxième chiffre en partant de la droite calculé.
Pour trouver {\displaystyle T_{2}}, il faut faire la soustraction {\displaystyle R-T_{2}}. À la première ligne, {\displaystyle T_{1}} est toujours égal à 0. On peut aussi remarquer que {\displaystyle T_{2}} de la première ligne est toujours égal à {\displaystyle T_{1}}. En numérotant les lignes, on s'y retrouve plus facilement. R est déterminé par le nième chiffre qu'on veut calculer.
Si R est inférieur à {\displaystyle T_{1}}, il faut ajouter 10 à R mais à la ligne suivante, il faudra retrancher un 1 au résultat final.

### Généralisation
Soit deux nombres qui s’écrivent :
On veut montrer la divisibilité par 11 de ce nombre en appliquant la réciproque de la pyramide de 11. Pour cela, il faut montrer qu’un deuxième nombre ({\displaystyle N_{2}}) existe tel que :
- {\displaystyle t_{0}=r_{0}-0}
- {\displaystyle t_{1}=r_{1}-t_{0}}
- {\displaystyle t_{2}=r_{2}-t_{1}}

ou plus généralement {\displaystyle r_{n}=r_{n-1}-t_{n-1}}.

On a la construction suivante :
Si {\displaystyle r_{n}\neq r_{n-1}-t_{n-1}}, on peut ajouter 10 à {\displaystyle r_{n-1}}. Mais pour faire cela, il faut avoir cette soustraction {\displaystyle r_{n+1}=r_{n}-1-t_{n}}

## Généralisation
La pyramide de 11 fonctionne en base 10. On peut faire de même dans une base n, pour le nombre n+1. Néanmoins il ne faut pas oublier de convertir les nombres en base 10 et de respecter le maximum du nombre de lignes qui est n.

### Exemples
Pour 5^n en base 4:
| 5^n                   | pyramide de 11 | pyramide de 5 |
| --------------------- | -------------- | ------------- |
| {\displaystyle 5^{0}} | 1              | 1             |
| {\displaystyle 5^{1}} | 11             | 5             |
| {\displaystyle 5^{2}} | 121            | 25            |
| {\displaystyle 5^{3}} | 1331           | 125           |